# Chaetodon punctatofasciatus
Poisson-papillon à bande ponctuée
Espèce
Statut de conservation UICN

 LC  : Préoccupation mineure
Chaetodon punctatofasciatus, communément nommé Poisson-papillon à bande ponctuée, est une espèce de poisson marin de la famille des Chaetodontidae.
Le Poisson-papillon à bande ponctuée est présent dans les eaux tropicales de la région Indo- ouest Pacifique.
Sa taille maximale est de 12 cm.